# Бусбухра
Бусбухра је био локални владар арамејског порекла, који је више пута мењао савезништво између Рашидунског калифата и Сасанидског царства, како би остао на свом престолу.

## Биографија
Арамејски дехкан  родом из сасанидске провинције Асуристан, Бусбухра је био син извесног Салуба ибн Нистуне, који је као сисанидски поданик  имао титулу "господара" и поседовао је земљу у близини Ал-Хире, бивше престонице Лахмида, који су били вазали Сасанида, али су 602. године уклоњени са власти. Током почетка арапске инвазије на Иран, Бусбухра (или његов отац) је склопио мир са Арапима пристајући да им плаћа данак и помогне против Сасанида. Касније се Бусбухра спомиње током градње моста  који је требало да Арапима омогућио пролазак дубље на територију Сасанида.
Међутим, Арапи су на крају поражени у бици код Моста. То је натерало Бусбухру да се врати савезништву са Сасанидима. Кратко се суочио са Арапима код Бурса,  и  био је рањен копљем, при чему је доживео пораз и био приморан да се повуче. Потом је побегао у Бавел (Вавилон) и прегруписао се са сасанидским трупама и официрима, који су преживели још једну битку са Арапима код Кадисије. Бусбухра је, међутим, умро од рана након битке код Бурса пре него што је још једном успео да се суочи са Арапима.
Познато је да је Бусбухра имао два сина, Халида и Џамила, који су уместо да служе своје породичне господаре и савезнике, Сасаниде, служили Арапе.